# Wiśnicz Mały
Wiśnicz Mały – wieś w Polsce położona w województwie małopolskim, w powiecie bocheńskim, w gminie Nowy Wiśnicz.
| SIMC    | Nazwa       | Rodzaj    |
| ------- | ----------- | --------- |
| 0825150 | Podgródek   | część wsi |
| 0825166 | Przymiarki  | część wsi |
| 0825172 | Województwo | część wsi |

W latach 1975–1998 miejscowość administracyjnie należała do województwa tarnowskiego.
W 1595 roku wieś położona w powiecie szczyrzyckim województwa krakowskiego była własnością kasztelana małogojskiego Sebastiana Lubomirskiego.